# Liste der FFH-Gebiete in der Region Bourgogne-Franche-Comté

Logo der Region Bourgogne-Franche-Comté

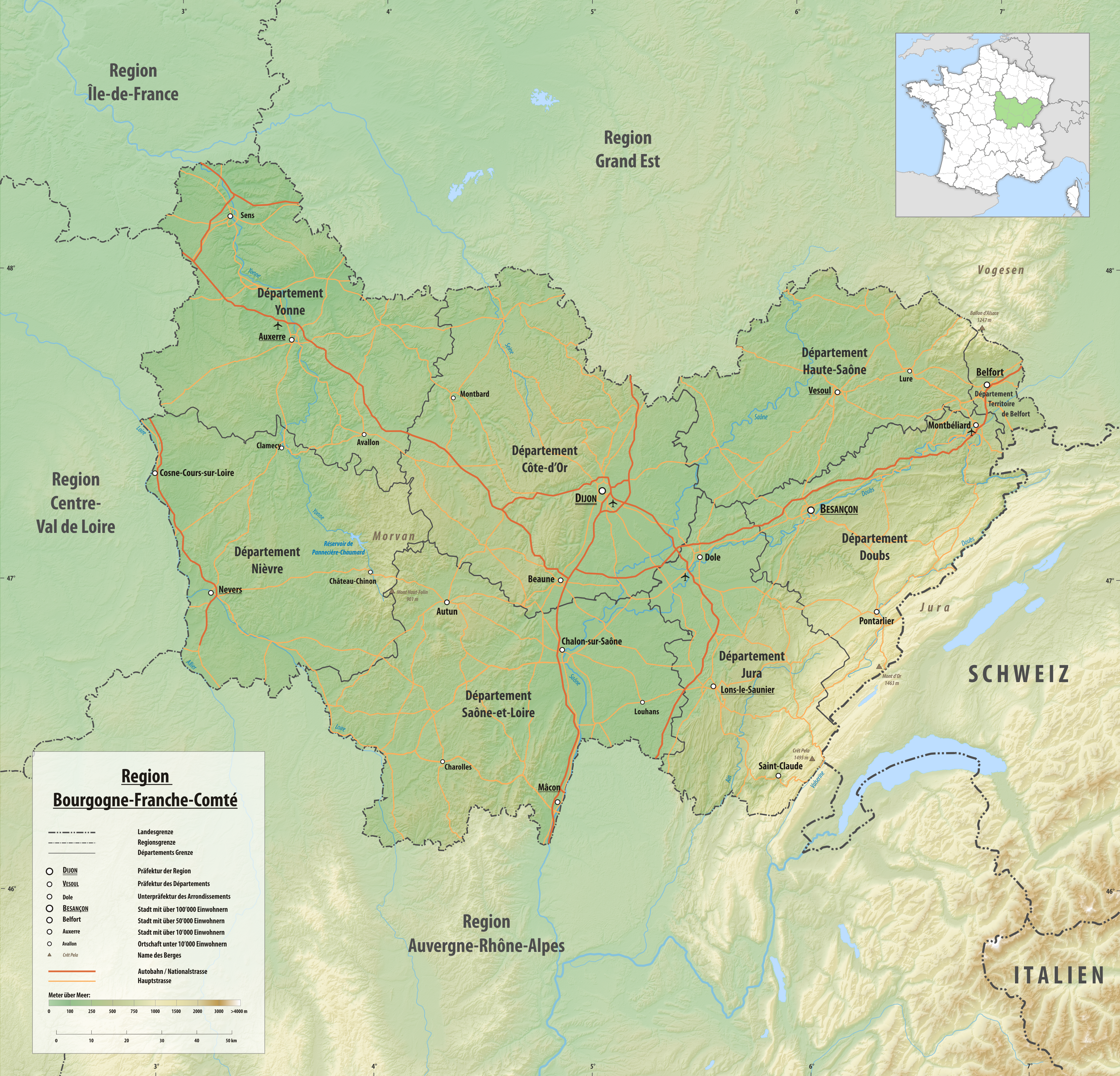
Karte von Bourgogne-Franche-Comté

Die folgende Liste enthält alle 73 Fauna-Flora-Habitat-Gebiete in der französischen Region Bourgogne-Franche-Comté. Die Gebiete sind Bestandteil des europäischen Schutzgebietsnetzes Natura 2000.

## Hinweise zu den Angaben in der Tabelle
- Gebietsname: Amtliche Bezeichnung des Schutzgebiets
- Datei/Commons: Datei und Link zu weiteren Dateien aus dem Schutzgebiet
- EEA-ID: Link zum Schutzgebiet in der Datenbank der European Environment Agency (EEA)
- WDPA-ID: Link zum Schutzgebiet in der World Database on Protected Areas
- Fläche: Gesamtfläche des Schutzgebiets in Hektar
- Bemerkungen: Besonderheiten und Anmerkung

## Tabelle
| Gebietsname                                                                                              | Datei/Commons | EEA-ID    | WDPA-ID | Fläche ha | Koordinaten | Bemerkungen |
| --- | ------------- | --------- | ------- | --------- | ----------- | ----------- |
| Combes de la Côte dijonnaise                                                                             |               | FR2600956 |         | 2.787     | ⊙           |             |
| Montagne côte d'orienne                                                                                  |               | FR2600957 |         | 3.917     | ⊙           |             |
| Milieux forestiers du Châtillonnais avec marais tufeux et sites à sabot de Vénus                         |               | FR2600959 |         | 3.332     | ⊙           |             |
| Marais tufeux du Châtillonnais                                                                           |               | FR2600963 |         | 128       | ⊙           |             |
| Vallées de la Loire et de l'Allier entre Cher et Nièvre                                                  |               | FR2600965 |         | 16.126    | ⊙           |             |
| Val de Loire nivernais                                                                                   |               | FR2600966 |         | 3.050     | ⊙           |             |
| Pelouses calcicoles et falaises des environs de Clamecy                                                  |               | FR2600970 |         | 532       | ⊙           |             |
| Côte châlonnaise                                                                                         |               | FR2600971 |         | 2.926     | ⊙           |             |
| Pelouses calcicoles du Mâconnais                                                                         |               | FR2600972 |         | 159       | ⊙           |             |
| Les habitats naturels de l'arrière côte de Beaune                                                        |               | FR2600973 |         | 3.784     | ⊙           |             |
| Pelouses, forêts et habitats à chauve-souris du sud de la vallée de l'Yonne et de ses affluents          |               | FR2600974 |         | 4.841     | ⊙           |             |
| Cavités à chauves-souris en Bourgogne                                                                    |               | FR2600975 |         | 1.733     | ⊙           |             |
| Prairies et forêts inondables du Val de Saône entre Chalon et Tournus et de la basse vallée de la Grosne |               | FR2600976 |         | 6.161     | ⊙           |             |
| Dunes continentales, tourbière de la Truchère et prairies de la Basse Seille                             |               | FR2600979 |         | 3.050     | ⊙           |             |
| Prairies, bocage, milieux tourbeux et landes sèches de la vallée de la Belaine                           |               | FR2600980 |         | 3.512     | ⊙           |             |
| Prairies inondables de la basse vallée du Doubs jusqu'à l'amont de Navilly                               |               | FR2600981 |         | 1.431     | ⊙           |             |
| Milieux humides, forêts, pelouses et habitats à Chauves-souris du Morvan                                 |               | FR2600987 |         | 13.541    | ⊙           |             |
| Landes et tourbière du bois de la Biche                                                                  |               | FR2600990 |         | 339       | ⊙           |             |
| Étangs à Cistude d'Europe du Charolais                                                                   |               | FR2600993 |         | 512       | ⊙           |             |
| Complexe des étangs du Bazois                                                                            |               | FR2600994 |         | 397       | ⊙           |             |
| Marais alcalin et prairies humides de Baon                                                               |               | FR2600996 |         | 21        | ⊙           |             |
| Vallon de Canada et barrage du Pont du Roi                                                               |               | FR2600998 |         | 375       | ⊙           |             |
| Eboulis calcaires de la vallée de l'Armançon                                                             |               | FR2601004 |         | 219       | ⊙           |             |
| Pelouses à orchidées et habitats à chauve-souris des vallées de l'Yonne et de la Vanne                   |               | FR2601005 |         | 1.385     | ⊙           |             |
| Landes sèches et milieux tourbeux du bois du Breuil                                                      |               | FR2601008 |         | 356       | ⊙           |             |
| Milieux humides et habitats à Chauves-souris de Puisaye-Forterre                                         |               | FR2601011 |         | 2.348     | ⊙           |             |
| Gîtes et habitats à chauves-souris en Bourgogne                                                          |               | FR2601012 |         | 50.409    | ⊙           |             |
| Forêt de Cîteaux et environs                                                                             |               | FR2601013 |         | 13.281    | ⊙           |             |
| Bocages, forêts et milieux humides des Amognes et du bassin de la Machine                                |               | FR2601014 |         | 32.765    | ⊙           |             |
| Bocage, forêts et milieux humides du Sud Morvan                                                          |               | FR2601015 |         | 50.248    | ⊙           |             |
| Bocage, forêts et milieux humides du bassin de la Grosne et du Clunisois                                 |               | FR2601016 |         | 44.989    | ⊙           |             |
| Val de Loire bocager                                                                                     |               | FR2601017 |         | 10.253    | ⊙           |             |
| Vallées du Drugeon et du Haut-Doubs                                                                      |               | FR4301280 |         | 8.334     | ⊙           |             |
| Combes Derniers                                                                                          |               | FR4301281 |         | 332       | ⊙           |             |
| Tourbières et ruisseaux de Mouthe, source du Doubs                                                       |               | FR4301282 |         | 124       | ⊙           |             |
| Vallons de la Drésine et de la Bonavette                                                                 |               | FR4301283 |         | 1.328     | ⊙           |             |
| Cret des Roches                                                                                          |               | FR4301288 |         | 60        | ⊙           |             |
| Côte de Champvermol                                                                                      |               | FR4301289 |         | 191       | ⊙           |             |
| Massif du Mont-d'Or, du Noirmont et du Risol                                                             |               | FR4301290 |         | 10.364    | ⊙           |             |
| Vallées de la Loue et du Lison                                                                           |               | FR4301291 |         | 24.997    | ⊙           |             |
| Moyenne Vallée du Doubs                                                                                  |               | FR4301294 |         | 6.301     | ⊙           |             |
| Vallée du Dessoubre                                                                                      |               | FR4301298 |         | 16.636    | ⊙           |             |
| Bresse jurassienne                                                                                       |               | FR4301306 |         | 9477      | ⊙           |             |
| Vallée de l'Orbe                                                                                         |               | FR4301308 |         | 627       | ⊙           |             |
| Tourbières et lacs de Chapelle-des-Bois et de Bellefontaine les Mortes                                   |               | FR4301309 |         | 320       | ⊙           |             |
| Combe du Lac                                                                                             |               | FR4301310 |         | 142       | ⊙           |             |
| Grandvaux                                                                                                |               | FR4301313 |         | 2.023     | ⊙           |             |
| Combe du Nanchez                                                                                         |               | FR4301315 |         | 432       | ⊙           |             |
| Plateau du Lizon                                                                                         |               | FR4301316 |         | 2.076     | ⊙           |             |
| Vallons forestiers, rivières, ruisseaux, milieux humides et temporaires de la forêt de Chaux             |               | FR4301317 |         | 2.034     | ⊙           |             |
| Massif de la Serre                                                                                       |               | FR4301318 |         | 4.400     | ⊙           |             |
| Massif du Risoux                                                                                         |               | FR4301319 |         | 1.843     | ⊙           |             |
| Forêt du Massacre                                                                                        |               | FR4301320 |         | 1.807     | ⊙           |             |
| Reculée des Planches près Arbois                                                                         |               | FR4301321 |         | 1.343     | ⊙           |             |
| Reculées de la Haute Seille                                                                              |               | FR4301322 |         | 1.417     | ⊙           |             |
| Basse vallée du Doubs                                                                                    |               | FR4301323 |         | 3.804     | ⊙           |             |
| Étival - Assencière                                                                                      |               | FR4301327 |         | 1.640     | ⊙           |             |
| Entrecôtes du Milieu - Malvaux                                                                           |               | FR4301328 |         | 1.992     | ⊙           |             |
| Complexe des Sept Lacs du Jura                                                                           |               | FR4301330 |         | 2.162     | ⊙           |             |
| Vallées et côtes de la Bienne, du Tacon et du Flumen                                                     |               | FR4301331 |         | 17.583    | ⊙           |             |
| Forêts, corniches calcaires, ruisseaux et marais de Vulvoz à Viry                                        |               | FR4301332 |         | 2.400     | ⊙           |             |
| Petite montagne du Jura                                                                                  |               | FR4301334 |         | 38.228    | ⊙           |             |
| Pelouses de la région vésulienne et vallée de la Colombine                                               |               | FR4301338 |         | 1.938     | ⊙           |             |
| Pelouses de Champlitte, étang de Theuley-les-Vars                                                        |               | FR4301340 |         | 346       | ⊙           |             |
| Vallée de la Saône                                                                                       |               | FR4301342 |         | 21.691    | ⊙           |             |
| Vallée de la Lanterne                                                                                    |               | FR4301344 |         | 23.880    | ⊙           |             |
| Réseau de cavités à Rhinolophes de la région de Vesoul (4 cavités)                                       |               | FR4301345 |         | 13        | ⊙           |             |
| Plateau des Mille Étangs                                                                                 |               | FR4301346 |         | 20.555    | ⊙           |             |
| Forêts, landes et marais des Ballons d'Alsace et de Servance                                             |               | FR4301347 |         | 2.483     | ⊙           |             |
| Piémont vosgien                                                                                          |               | FR4301348 |         | 4.701     | ⊙           |             |
| Étangs et Vallées du Territoire de Belfort                                                               |               | FR4301350 |         | 5.114     | ⊙           |             |
| Réseau de cavités à Minioptères de Schreibers en Franche-Comté (6 cavités)                               |               | FR4301351 |         | 21        | ⊙           |             |
| Côte de Mancy                                                                                            |               | FR4302001 |         | 45,89     | ⊙           |             |